# プラントロニクス
プラントロニクス (Plantronics, Inc.) は、アメリカ合衆国の音響機器メーカー。ヘッドセットの世界的なトップメーカーである。企業向けと一般消費者向けの製品を製造している。本社はカリフォルニア州サンタクルーズ。
プラントロニクスは、ポリコムの買収に伴い、ブランドをPolyに変更した。Poly製品はユニファイド・コミュニケーション、モバイルでの利用、ゲーム、音楽での利用をサポートしている。製品のほとんどは中国とメキシコで生産されている。 
2019年3月18日、プラントロニクスは、ポリコムの買収に伴い社名をPolyに変更すると発表したが、ニューヨーク証券取引所でPlantronics, Inc. (PLT)として取引を続けている。
2022年3月、PolyはHPに買収された。

## 歴史

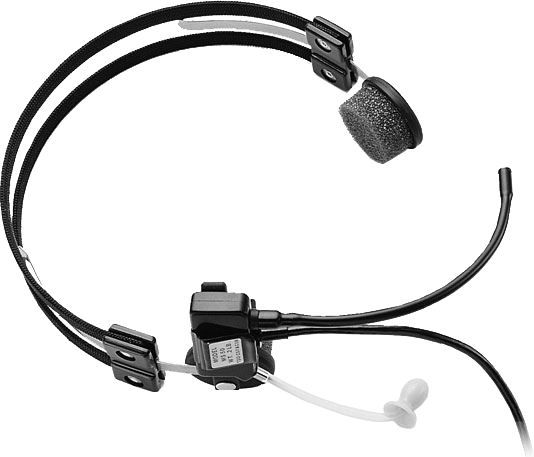
プラントロニクスの初期のヘッドセット

1960年代初頭、航空会社のヘッドセットは非常に大きくて扱いにくいため、多くのパイロットが通信にハンドヘルドマイクの使用に切り替えていた。ジェット旅客機の速度と複雑さにより、小型で軽量のヘッドセットをコックピットに導入する必要が生じた。 1961年、ユナイテッド航空は興味のある人から新しいデザインを募集した。ユナイテッド航空のパイロットであるコートニー・グラハムは、重いヘッドセットを軽いものに交換する必要があると考えた多くの人の1人であった。彼はパイロットの友人であるキース・ラーキンと協力して、航空会社の基準に合格するのに十分な堅牢性を備えた、小さく機能的な設計を作成した。ラーキンは、プレーンエイド（Plane-Aids）という小さな会社で働いていた。プレーンエイドは日本の輸入会社で、テンプル（ツル）の部分にトランジスタラジオを組み込んだ眼鏡やサングラスを販売していた。ヘッドバンドに取り付けられた2つの小さな補聴器スタイルのトランスデューサーを組み込んだ最終設計は、ユナイテッド航空の承認を受けた。革新的な設計に対するUALの承認により、グラハムとラーキンは1961年5月18日にパシフィック・プラントロニクス（現在のプラントロニクス）として法人化された。彼らは1962年に最初の軽量通信ヘッドセットMS-50を商業市場に導入した。
1960年代半ば、連邦航空庁は、プラントロニクスを航空管制官用のヘッドセットの唯一のサプライヤーに選択し、その後、ベル電話会社がオペレーターに供給するヘッドセットを供給のサプライヤーとして選択した。

## SPENCOMMとNASA
1961年、 NASAの宇宙飛行士であるウォルター・シラーは、パイロットの仲間であるコートニー・グラハムに連絡を取り、マーキュリー宇宙船で使用される小型で軽量のヘッドセットの設計について話し合った。
パシフィック・プラントロニクスは、信頼性の高いソリューションの開発を開始するために、宇宙環境通信（SPENCOMM）部門を結成した。 SPENCOMMの担当者は、NASAの有人宇宙船センター（現在のジョンソン宇宙センター）とケネディ宇宙センターを訪れ、シラーやゴードン・クーパーを含む他の宇宙飛行士と会い、設計についてのフィードバックを得た。 

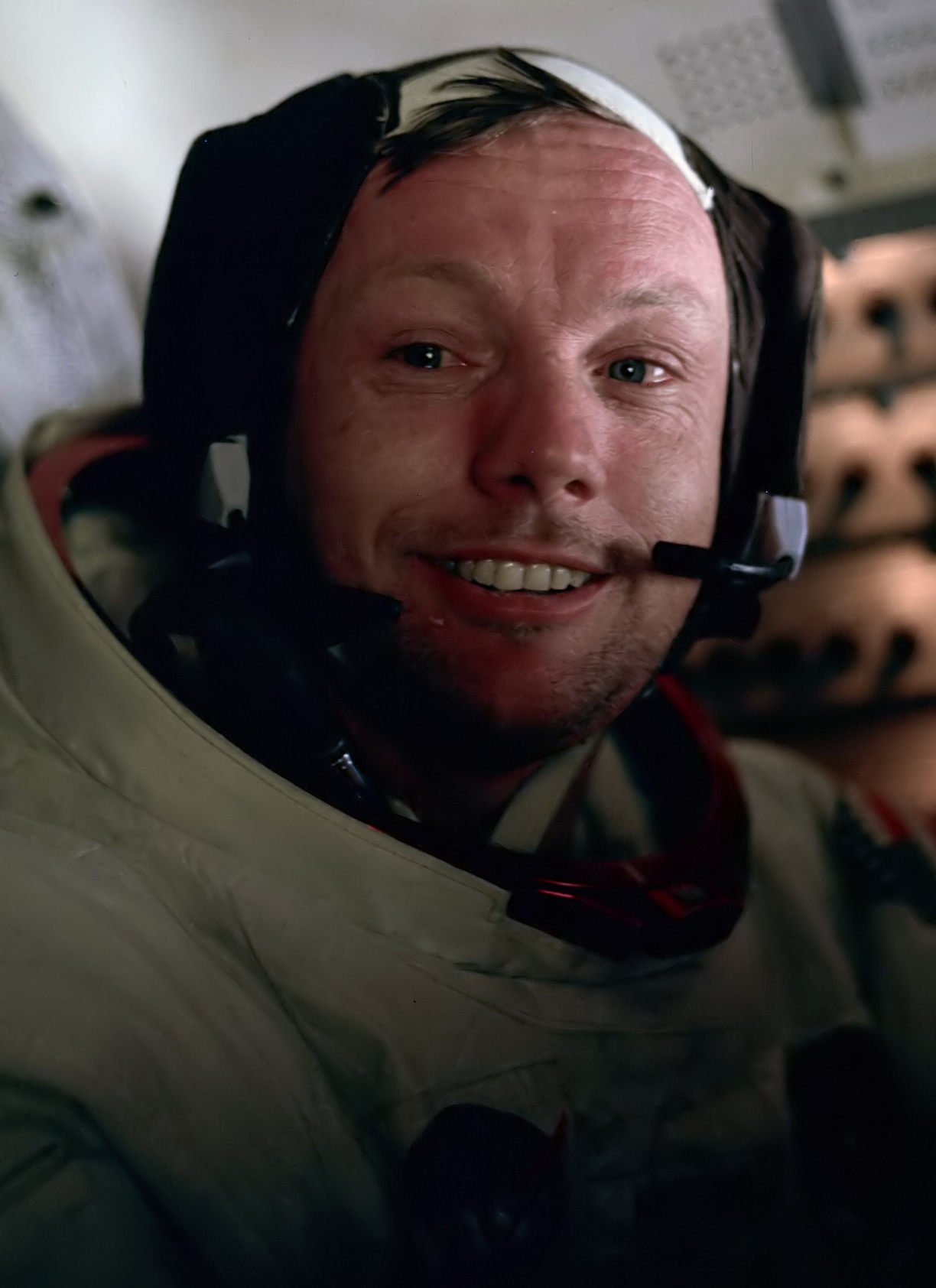
プラントロニクスヘッドセットを搭載したニール・アームストロング

SPENCOMMとNASAは共同で、宇宙通信用の実用的なマイクの設計をわずか11日で行い、シラーはマーキュリー・アトラス8号のミッション中に新しい通信技術を最初に使用した。 各マイク回路には2つのトランスデューサーがあり、各レシーバーには5つのトランスデューサーがあるため、これらのヘッドセットにはかなりの冗長性が組み込まれていた。さらに、ヘッドセットはペアで使用されていた。宇宙飛行士の宇宙服でのSPENCOMM-NASAヘッドセットの使用は、マーキュリー計画、アポロ計画を通して続けられた。米国の宇宙飛行士ニール・アームストロングが月の土を踏んだときに話した言葉は、プラントロニクスのヘッドセットを通して送信された。 

## MS-50
宇宙計画におけるNASAとのパシフィック・プラントロニクスのパートナーシップに続いて、MS-50ヘッドセットは通信市場で認知された。 FAA、 ウェスタン・エレクトリック 、そして電話コールセンターを持つ企業は、既存のヘッドセットの代わりにMS-50を採用した。
1965年5月18日、米国特許第5,088,096号、米国特許第3,184,556号がW.K.ラーキンに発行された。

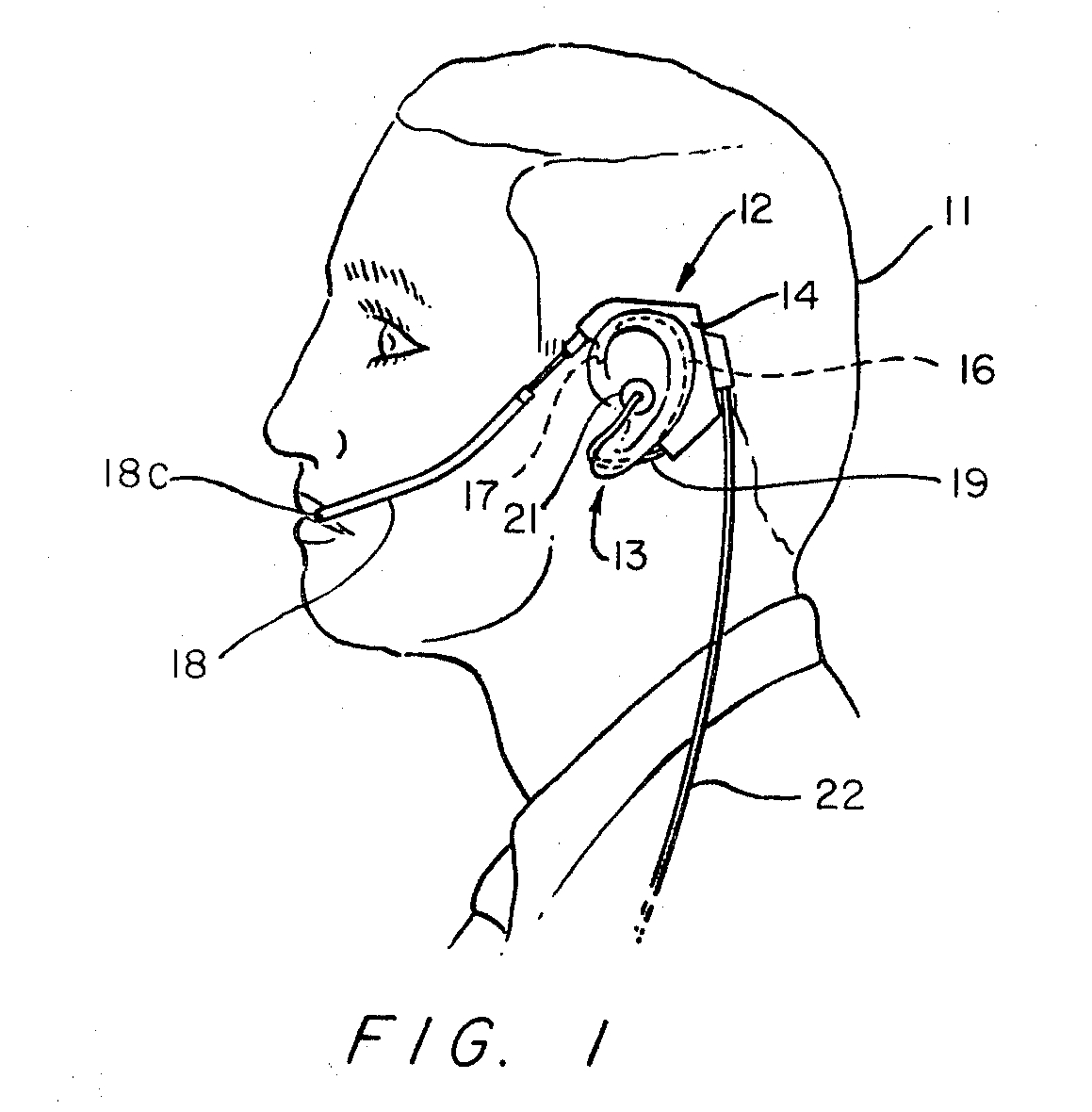
発明の提案された使用法を示すプラントロニクスStarSet特許図面

補聴器サイズのマイクロフォントランスデューサーおよび同様に小型化されたトランスデューサーが、ユーザーの耳の近くに取り付けられたカプセル内に配置されている小型化されたヘッドセット。音声は、ユーザーの口の近くに配置された音響管を介してマイクロフォンに伝達され、受信機から発せられる着信通信は、2番目の音響管を介してユーザーの耳に伝達される。

## StarSet
1970年に、パシフィック・プラントロニクスのエンジニアであるKen HutchingsはStarSetとして市場投入されたデバイスの特許を取得した。米国特許番号3548118号には以下のような説明がある。
受信機とマイクを収容するハウジングを備えた自立型ヘッドセット。使用者の耳の外耳道とハウジングの底部に固定された受信機との間で通信するように適合された可撓性音響管、およびハウジングの上部に固定され、その遠位端が隣接して配置されるように適合された調節可能な音響管。マイクに音を送るためのユーザーの口。

## ワイヤレス製品

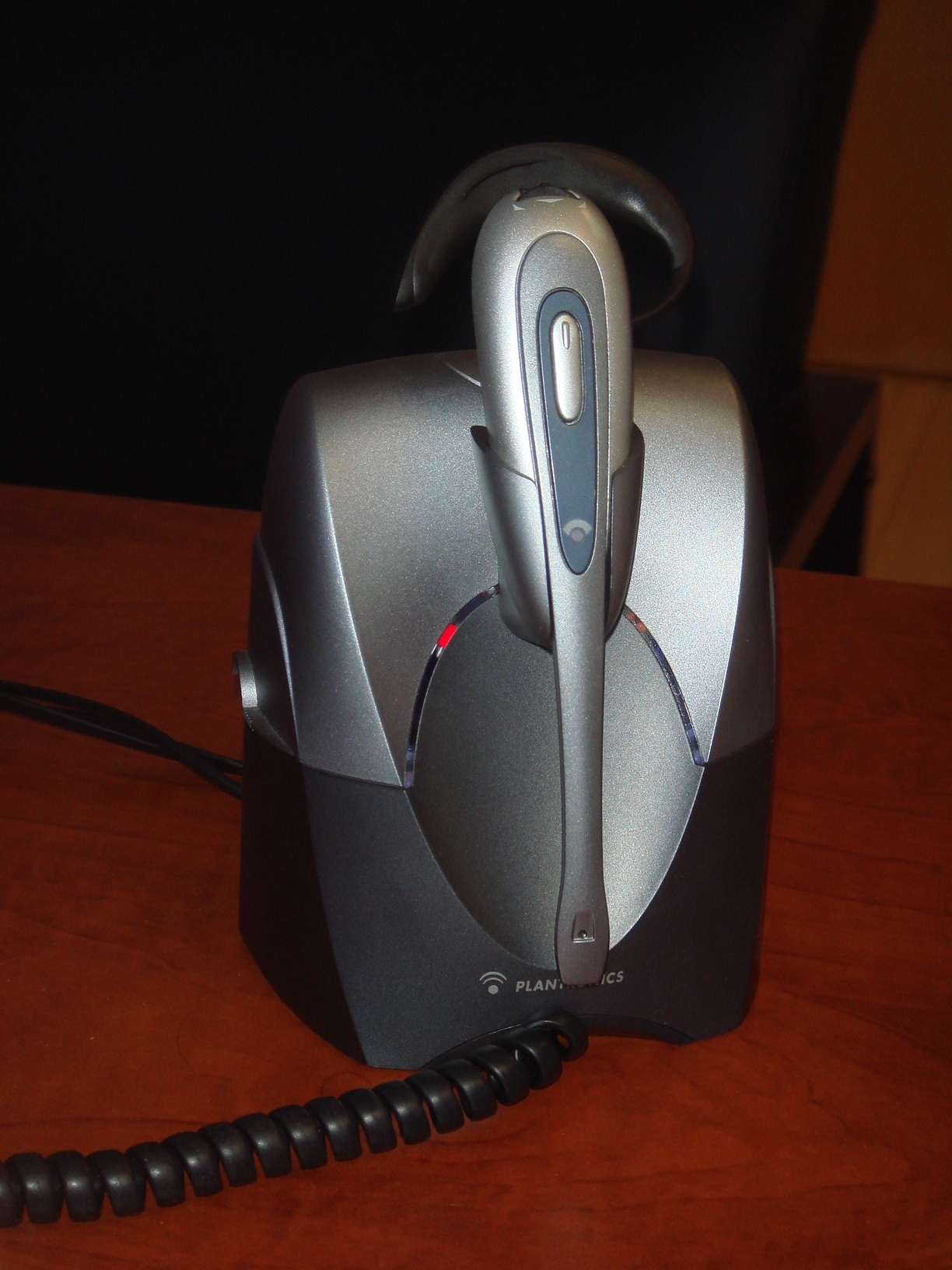
充電器に置かれたプラントロニクスオフィスヘッドセット

1980年代に、プラントロニクスは赤外線技術を使用してコードレス製品のラインを作成した。使用された技術はテレビのリモコンで使用されているものと同じだったが、リンクには連邦通信委員会（FCC）の電気通信の承認は必要なかった。最初の製品の1つは、赤外線ビームを使用して、小型の送信機と電話網に接続されたベースユニットとの間に通信リンクを作成した。この製品は、会議室で使用する最初の「エコーフリー」スピーカーフォンだった。小さな送信機は、話者の声をうまく拾うために、手持ちにするか、衣服にクリップで留めることができた。

### ワイヤレスオフィスヘッドセット
2003年、プラントロニクスはオフィスの電話で使用するCS50ワイヤレスヘッドセットを発表した。CS500シリーズ、Savi700シリーズなどのワイヤレスヘッドセットを製造してきました。近年、ユニファイドコミュニケーションのヘッドセットとスピーカーにも重点が置かれている。 

### モバイルおよびBluetoothモバイルヘッドセット

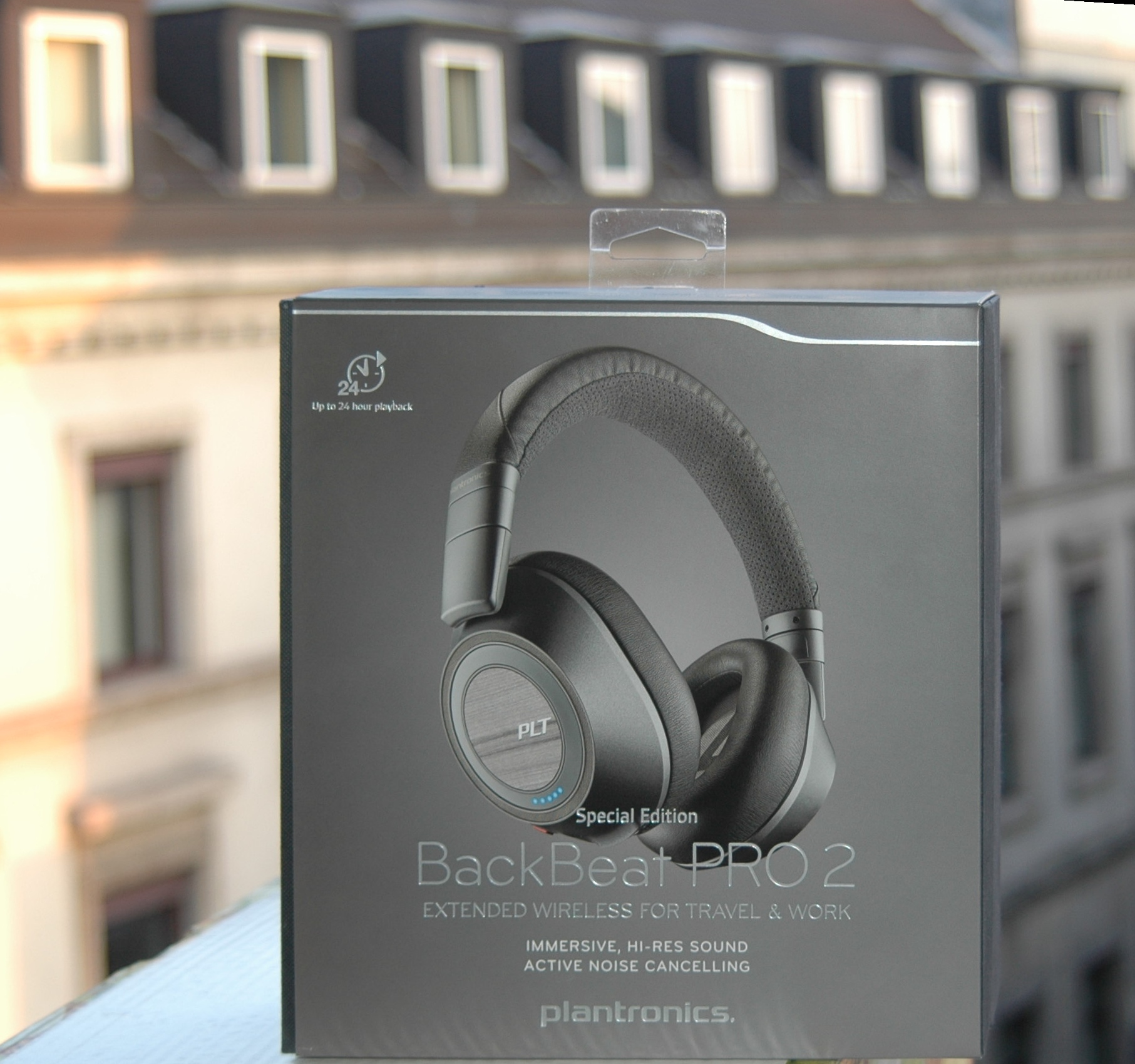
プラントロニクス BackBeat PRO2ボックス

プラントロニクスは、携帯電話用のBluetoothヘッドセットのラインを含むモバイルヘッドセットを製造している。たとえば、Pulsar 590は、BluetoothとA2DP対応の携帯電話で使用するように設計されている。

## コンピューターとゲーム用ヘッドセット
プラントロニクスは、GameCom、.Audio、RIG Gamingレーベルを通じてPCオーディオ、オンラインとコンソールゲーム機用のヘッドセットを製造した。プラントロニクスは、1999年にHS1とDSP-500ヘッドセットをリリースしてマルチメディアヘッドセット市場に参入した。後者は、デジタル信号処理カードを内蔵している。 2002年には、プラントロニクスとマイクロソフトは、Xbox Liveで音声通信を利用するための最初のヘッドセットであるXbox Communicatorを作成した。同社は、2004年にビデオゲームHalo 2とのタイアップとして、Xbox用の特別なヘッドセットを作成した。 プラントロニクスは、Polyブランドとのエンタープライズコラボレーションに重点を置き、2019年にゲームおよび消費者市場から撤退した。

## 企業の拡大と買収
プラントロニクスは、買収を通じてオーディオ機器市場の他のセグメントに拡大した。

### クラリティ
1986年、プラントロニクスは、増幅された携帯電話と電話のメーカーであるジョージア州リングゴールドのウォーカー・イクイップメントを買収した。クラリティ製品は、聴覚障害者の電話の使いやすさを向上させるために作成された。ウォーカーは後に2002年にアメリフォンを買収し、名前をクラリティに変更する前にウォーカー・アメリフォンになった。クラリティは現在、増幅された電話の米国のサプライヤーです。 2015年2月、プラントロニクスはUC通信用のクラリティ340ハンドセットスタイルの電話をリリースした。 

### アルテック・ランシング
2005年、プラントロニクスはコンピュータースピーカーメーカーのアルテック・ランシングを約1億6600万ドルで買収した。 企業の変革にもかかわらず、ブランドは苦戦を続け、2009年10月に約1800万ドルでプロフィット・エクイティに買収された。 

### ボリュームロジック
プラントロニクスは、2005年3月にオクティブを買収し、ボリュームロジック部門に名前を変更した。 オクティブは、5.1サラウンドのサウンドトラック作成の音響ツールセットを提供していた。その後、ボリュームロジックシリーズは廃止されたが、その基盤技術はプラントロニクスのテレフォニー製品に取り込まれた。

### ポリコム
2018年3月28日、プラントロニクスはポリコムを約20億ドルで買収すると発表した。 

### 2005年から現在まで
2016年10月、長年の最高経営責任者であるS.ケネス・カンナパンが引退し、2011年に入社したジョー・バートンに交代した。 
2020年2月10日、プラントロニクスは、ジョー・バートンの後任としてロバート・ハガティを暫定CEOに任命したことを発表した。 

## ギャラリー

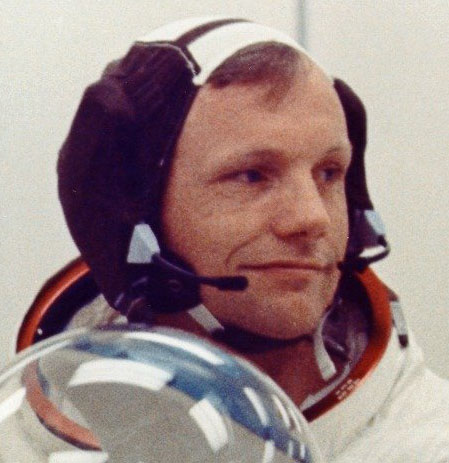
NASAのニールアームストロング宇宙飛行士は、1969年にアポロ11号の月面着陸を行う前に、プラントロニクス（SPENCOM）ヘッドセットで「スヌーピーキャップ」を着用していた。
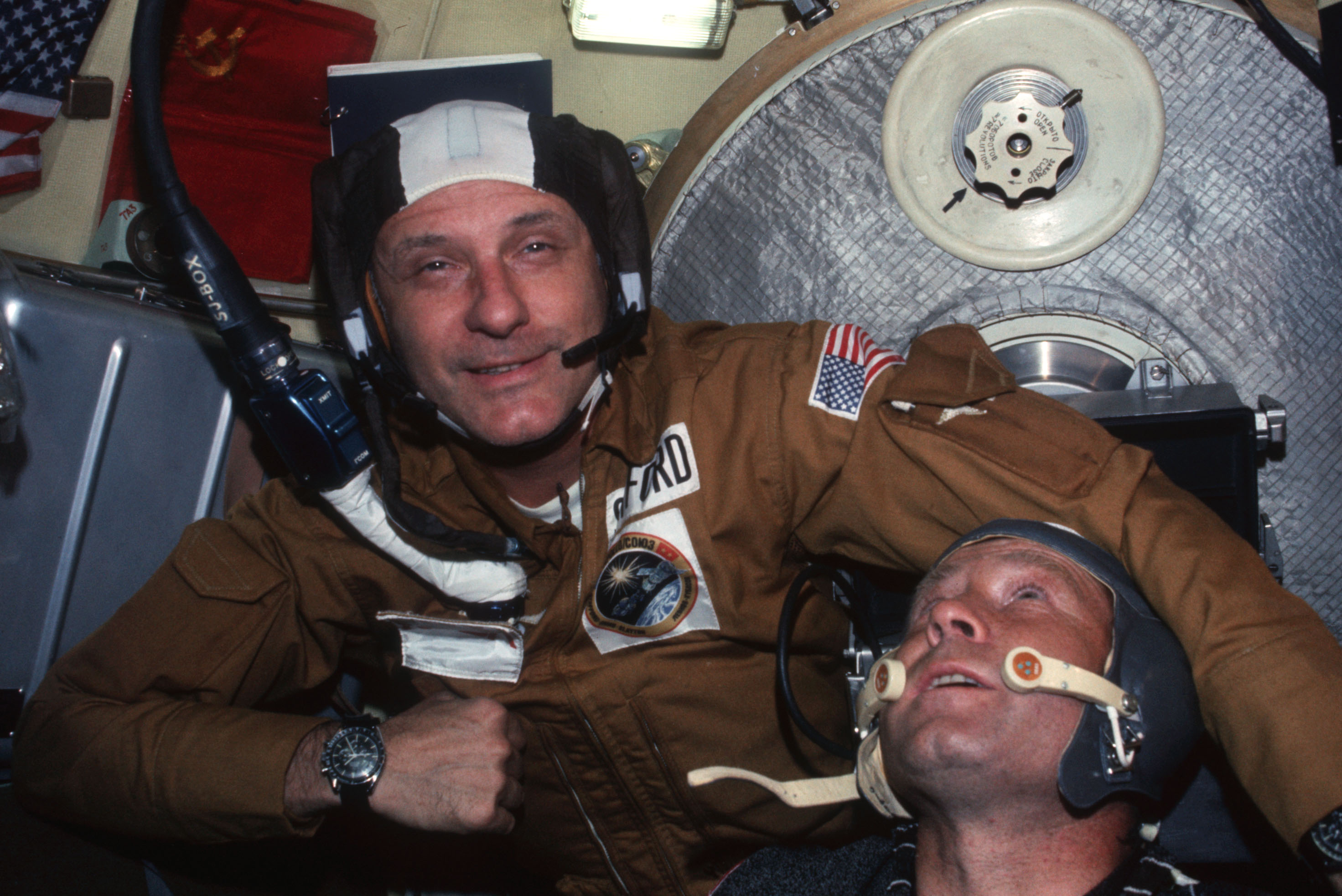
1975年にプラントロニクス（SPENCOM）ヘッドセット付きの「スヌーピー」キャップを着用したNASA宇宙飛行士トムスタッフォード（アポロソユーズミッション）
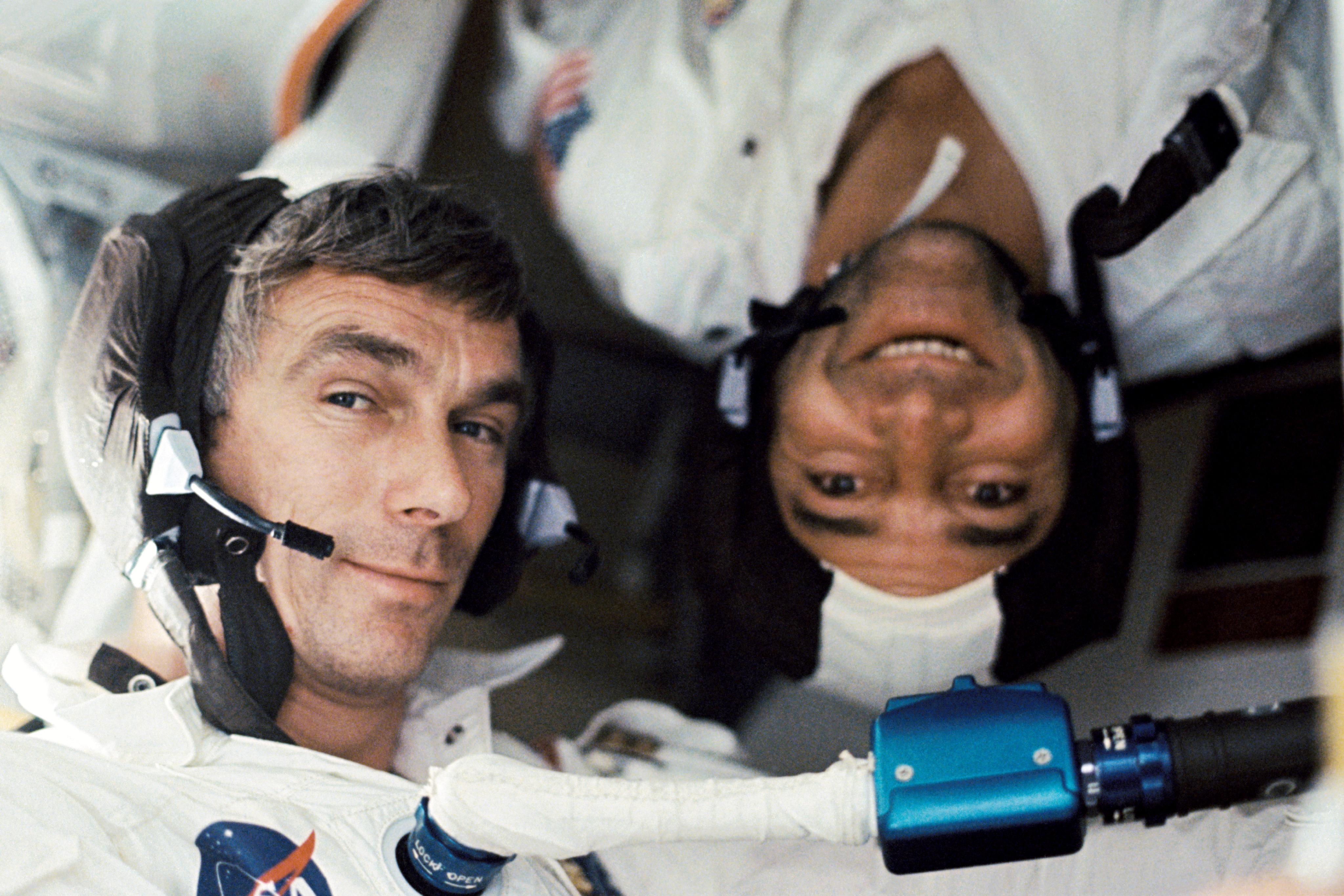
NASAの宇宙飛行士エヴァンスとサーナンが使用しているプラントロニクス（SPENCOM）ヘッドセットは、どちらも「スヌーピー」キャップを着用し、アポロ17号の宇宙船に搭載された。